# کرولی ارکی
کَرولی اِرِکی (به مجاری: Károly Ereky) (آلمانی: Karl Ereky ; ۲۰ اکتبر ۱۸۷۸ - ۱۷ ژوئن ۱۹۵۲) یک مهندس کشاورزی مجارستانی بود. اصطلاح "بیوتکنولوژی" توسط او در سال ۱۹۱۹ ابداع شد. برخی او را "پدر" بیوتکنولوژی می‌دانند.

## اوایل زندگی
ارکی در ۱۸ اکتبر ۱۸۷۸ در استرگوم مجارستان با نام کرولی ویتمن چشم به جهان گشود. پدرش ایستوان ویتمن و مادرش ماریا دوکای تاکاچ نام داشت. (از نزدیکان او جودیت دوکای تاکاچ (۱۷۹۵-۱۸۳۶) بود که اولین شاعر زن مجارستانی بود.) در سال ۱۸۹۳ نام خود را به ارکی تغییر داد. او سه برادر داشت: Jenő، Ferenc و István. ارکی مدرسه گرامر را در Sümeg و Székesfehérvár به پایان رساند. او در دانشگاه فنی بوداپست تحصیل کرد و در سال ۱۹۰۰ مدرک مهندسی فنی گرفت.
ممکن است میان ارکی و هموطن او فرانتس ویتمن، مهندس برق برجسته و مخترع اسیلوسکوپِ ویتمن، ارتباط خانوادگی وجود داشته باشد.

## حرفه
او سپس تا سال ۱۹۰۵ به‌عنوان طراح ماشین برای چندین شرکت صنایع کاغذ و مواد غذایی در وین، اتریش مشغول به‌کار شد. او به بوداپست نقل مکان کرد و استادیار دانشگاه فنی یوزف شد. در سال ۱۹۱۹ وزیر غذای مجارستان شد. او بیش از صد مقاله نوشت که به زبان مجارستانی و به زبان آلمانی منتشر شدند. ارکی همچنین در صحبت کردن به آلمانی و انگلیسی مهارت داشت.
او در سال ۱۹۲۲ کتابی در مورد سازوکارهای کلروفیل و چگونگی استفاده از آن برای تغذیه جانوران نوشت. در سال ۱۹۲۵ او کتابی در مورد پروتئین‌های برگ به‌عنوان یک منبع غذایی احتمالی نوشت که آن را به‌عنوان یک محصول تجاری نیز تبلیغ کرد.

### بیوتکنولوژی
ارکی در سال ۱۹۱۹ در کتابی به نام Biotechnologie der Fleisch-, Fett- und Milcherzeugung im landwirtschaftlichen Grossbetriebe (بیوتکنولوژی تولید گوشت، چربی و شیر در یک مزرعه بزرگ کشاورزی) که در برلین به زبان آلمانی منتشر کرد، کلمه "بیوتکنولوژی" را در مجارستان ابداع نمود. این فناوری را مبتنی بر تبدیل مواد خام به محصول مفیدتر را توصیف کرد. او یک کشتارگاه برای هزار خوک و همچنین یک مزرعه پرواربندی با فضایی برای ۵۰۰۰۰ خوک ساخت و سالانه بیش از ۱۰۰۰۰۰ خوک پرورش داد. این شرکت بسیار بزرگ بود و به یکی از بزرگترین و سودآورترین عملیات گوشت و چربی در جهان تبدیل شد. ارکی بیشتر موضوعی را توسعه داد که در قرن بیستم تکرار می‌شد: بیوتکنولوژی می‌تواند راه‌حل‌هایی برای بحران‌های اجتماعی، مانند کمبود غذا و انرژی ارائه دهد. برای ارکی، اصطلاح "بیوتکنولوژی" فرآیندی را نشان می دهد که در آن مواد خام می توانند از نظر زیستی به محصولات مفید اجتماعی ارتقا یابند.
این کتاب در طی چند هفته در آلمان چندین هزار نسخه فروخت. در سال ۱۹۲۱ این کتاب به هلندی نیز ترجمه شد.

## پس از جنگ جهانی دوم و مرگ
در ۱۹ سپتامبر ۱۹۴۶، ارکی به دلیل نقش ضدانقلابی خود در مجارستان توسط دادگاه خلق به مدت ۱۲ سال به زندان واتس فرستاده شد. او در ۱۷ ژوئن ۱۹۵۲ در ۷۴ سالگی در زندان درگذشت.